# Martin Caidin
Martin Caidin (født 14. september 1927 i New York, død 24. marts 1997 i Tallahassee, Florida) var en amerikansk forfatter.
Hans mest kendte roman er Cyborg, som udkom i 1972.